# ذا سترانج وانس
ذو سترانج وانس هو فيلم دراما أمريكي صدر في 2017,  من إخراج كريستوفر رادكليف ولورين وولكستين وكتابة  كريستوفر رادكليف.  الفيلم  من بطولة اليكس بيتيفر، جيمس فريدسون-جاكسون، إيميلي آلثاوس, جين جونز, كامبل أوين، توبايس كامبل، وعرض في دايركت تي في بتاريخ 7 ديسمبر 2017 ، قبل أن يصدر على صيغة فيديو حسب الطلب و في دور العرض يوم 5 يناير 2018 ، عن طريق فيرتيكال إنترتاينمنت.

## الطاقم
- اليكس بيتيفر في دور نيك
- جيمس فريدسون-جاكسون في دور سام
- إميلي آلثانوس في دور كيلي
- جين جونز في دور غاري
- أوين كامبل بدور  لوك
- توبياس كامبل في دور إرميا
- مارين أيرلندا في دور كريستال
- ويل بلومكر بدور روبرت
- بيرجيت هوبوتش في دور الدكتور فالر
- أوليفيا وانغ في دور سارة

## الإصدار
حظي الفيلم بعرضه الأول في ساوث باي ساوث واست بتاريخ 11 مارس 2017. في 20 مايو عام 2017 ، حصلت فيرتيكال إنترتاينمنت و دايركت تي في على حقوق توزيع الفيلم. صدر الفيلم على قناة دايركت في 7 ديسمبر عام 2017 ، قبل أن يصدر في صيغة  الفيديو حسب الطلب وفي دور العرض يوم 5 يناير 2018 ، عن طريق شركة فيرتيكال إنترتاينمنت للتوزيع.

### الاستقبال النقدي
في موقع الطماطم الفاسدة, حصل الفيلم على تأييد بنسبة  58% بناء على 24 مراجعة، بمتوسط  تصنيف بلغ 5.5/10. أما على موقع ميتاكريتيك, حصد الفيلم متوسط 57 درجة من أصل 100 ، على أساس 10 نقاد، مشيرا إلى «متوسط».

## وصلات خارجية
ذا سترانج وانس على موقع IMDb (الإنجليزية)
- ذا سترانج وانس على موقع ميتاكريتيك (الإنجليزية)
- ذا سترانج وانس على موقع روتن توميتوز (الإنجليزية)
- ذا سترانج وانس على موقع ألو سيني (الفرنسية)
- ذا سترانج وانس على موقع Turner Classic Movies (الإنجليزية)
- ذا سترانج وانس على موقع بوكس أوفيس موجو (الإنجليزية)
- ذا سترانج وانس على موقع قاعدة بيانات الفيلم (الإنجليزية)
- ذا سترانج وانس على موقع ليتربوكسد (الإنجليزية)
- ذا سترانج وانس على موقع كينوبويسك (الروسية)